# 以色列战时内阁
以色列战时内阁（又称紧急团结政府）于2023年10月11日组建，以应对以色列—哈馬斯戰爭。

## 歷史
以色列国会于10月12日晚间以66票赞成、4票反对的结果批准了《关于组建战时内阁》的决定；同时以65票赞成、0票反对的结果批准了卫生部长任命案。
本届内阁为联合政府，至少包含第37届政府的执政党之一的利库德集团以及反对党全國聯合黨；而上届联合政府中的各种极右翼和极端正统犹太教主义政党亦會加入。
战时内阁仅包括3名内阁閣員，分别为现任以色列总理本雅明·内塔尼亚胡、全國聯合黨党首本尼·甘茨、時任以色列国防部长约阿夫·加兰特；此外还邀请了2名观察员 ：前以色列國防軍參謀總長埃森科特與戰略事務部長德默爾。
2024年6月17日，由於本尼·甘茨及加迪·埃曾科特不滿以色列总理内塔尼亚胡的作為而辭官，内塔尼亚胡宣佈正式解散战时内阁。

## 背景
2023年10月開始的以色列—哈馬斯戰爭是一场以色列与哈马斯领导的巴勒斯坦军事团体间正在进行的一场武装冲突。

## 內閣要員
| 人物                              | 职务         | 党派       | 身份   |
| --------------------------------- | ------------ | ---------- | ------ |
| 本雅明·内塔尼亚胡                 | 总理         | 利库德集团 | 閣揆   |
| 约阿夫·加兰特                     | 国防部长     | 利库德集团 | 閣員   |
| 本尼·甘茨（2024年6月9日退出）     | 无任所阁员   | 全国联合党 | 閣員   |
| 加迪·埃曾科特（2024年6月9日退出） | 无任所阁员   | 全国联合党 | 观察员 |
| 罗恩·德尔默                       | 战略事务部长 | 无党派     | 观察员 |
| 阿里耶·德里（不在最初内閣名單内） | 无任所阁员   | 沙斯党     | 观察员 |